# Imervard-Kreuz

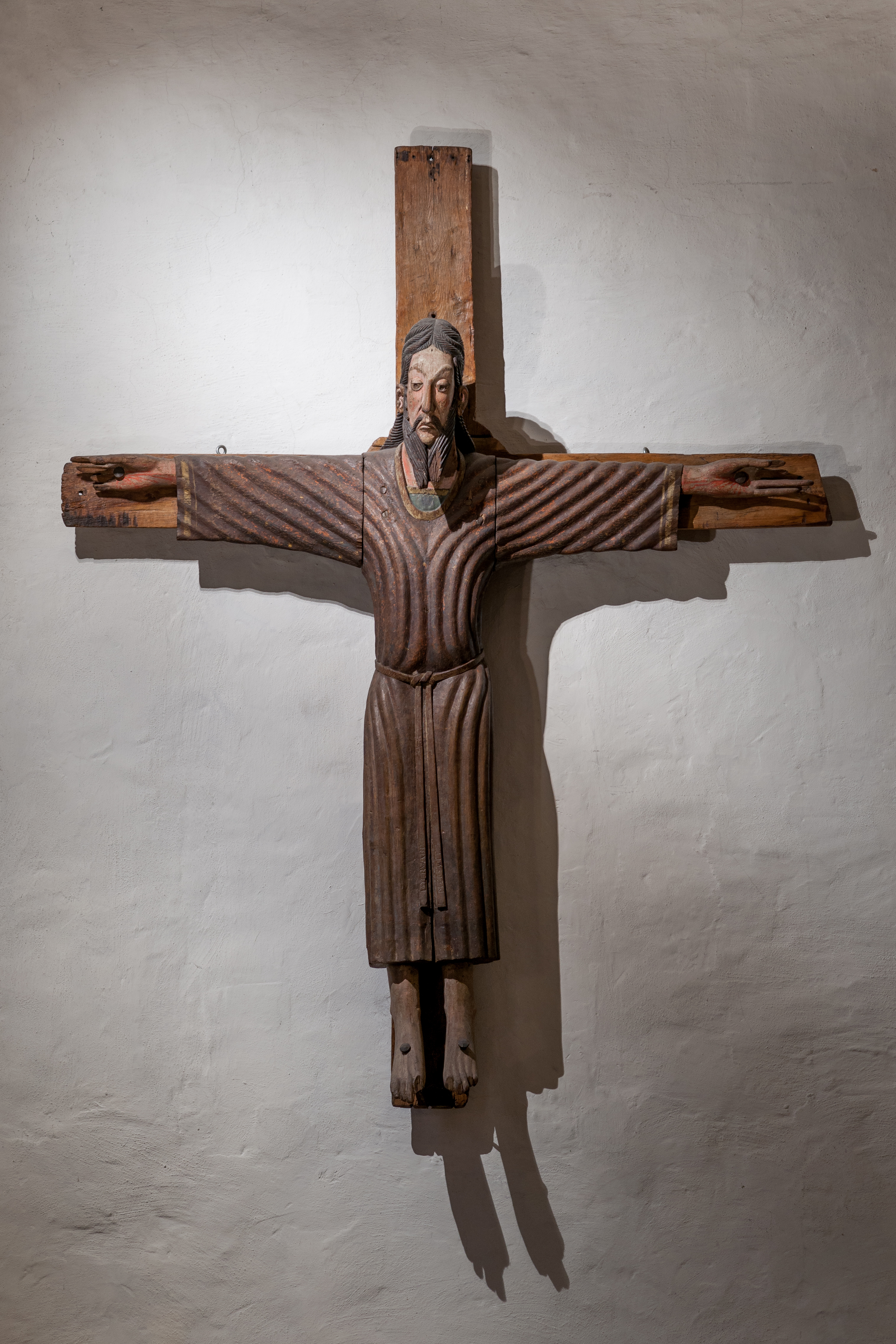
Das Imervard-Kreuz

Das Imervard-Kreuz im Braunschweiger Dom gilt als eine der bedeutendsten romanischen Skulpturen auf deutschem Boden. Benannt ist es nach dem ansonsten unbekannten Meister Imervard, der es namentlich signierte.

## Beschreibung und kunsthistorische Einordnung

### Beschreibung

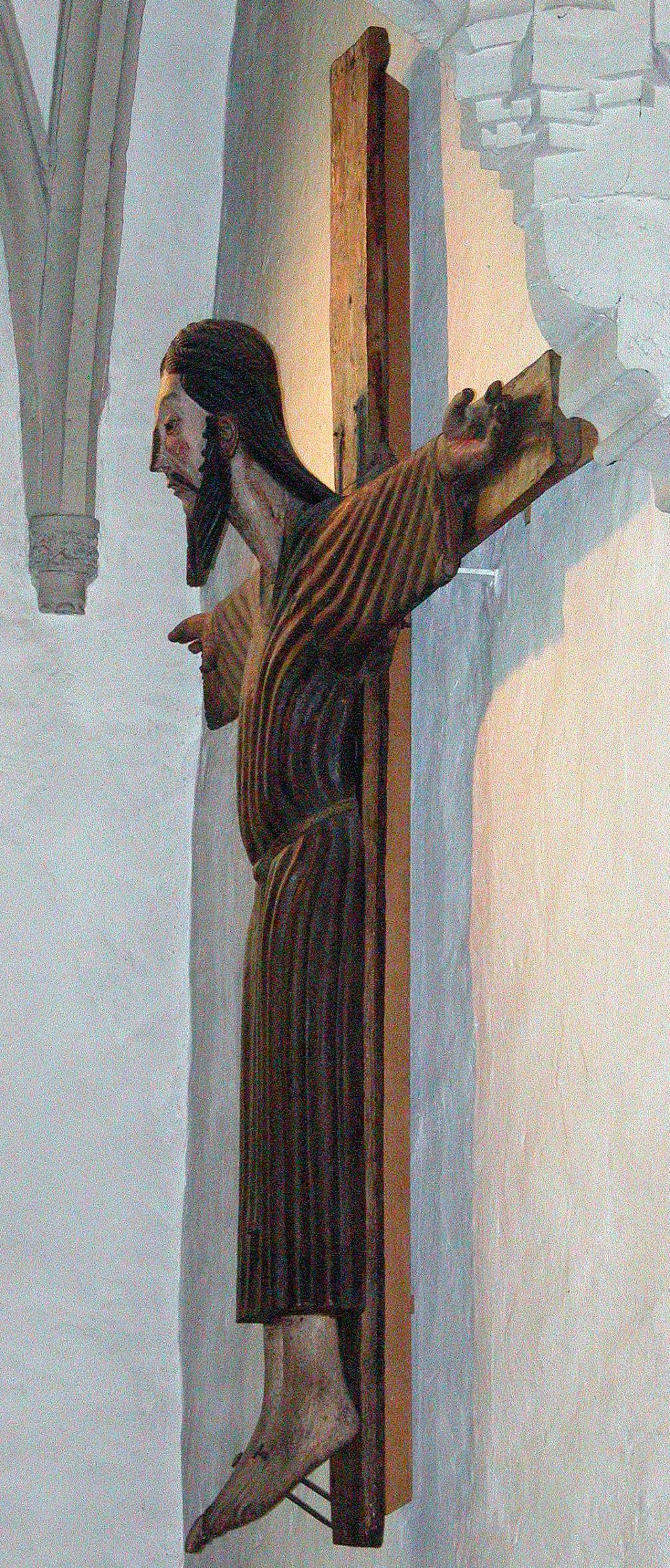
Seitenansicht

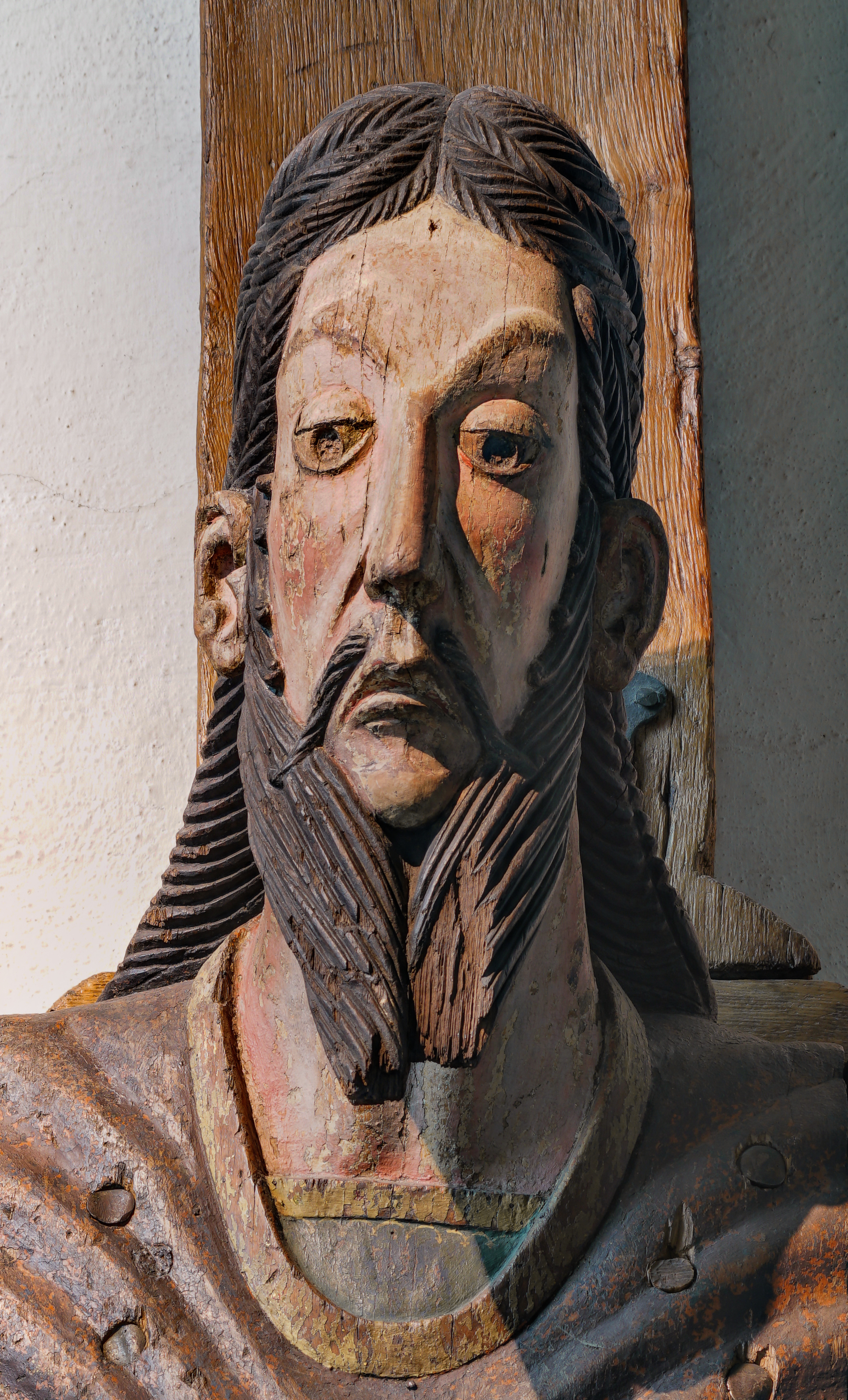
Frontalansicht des Kopfes

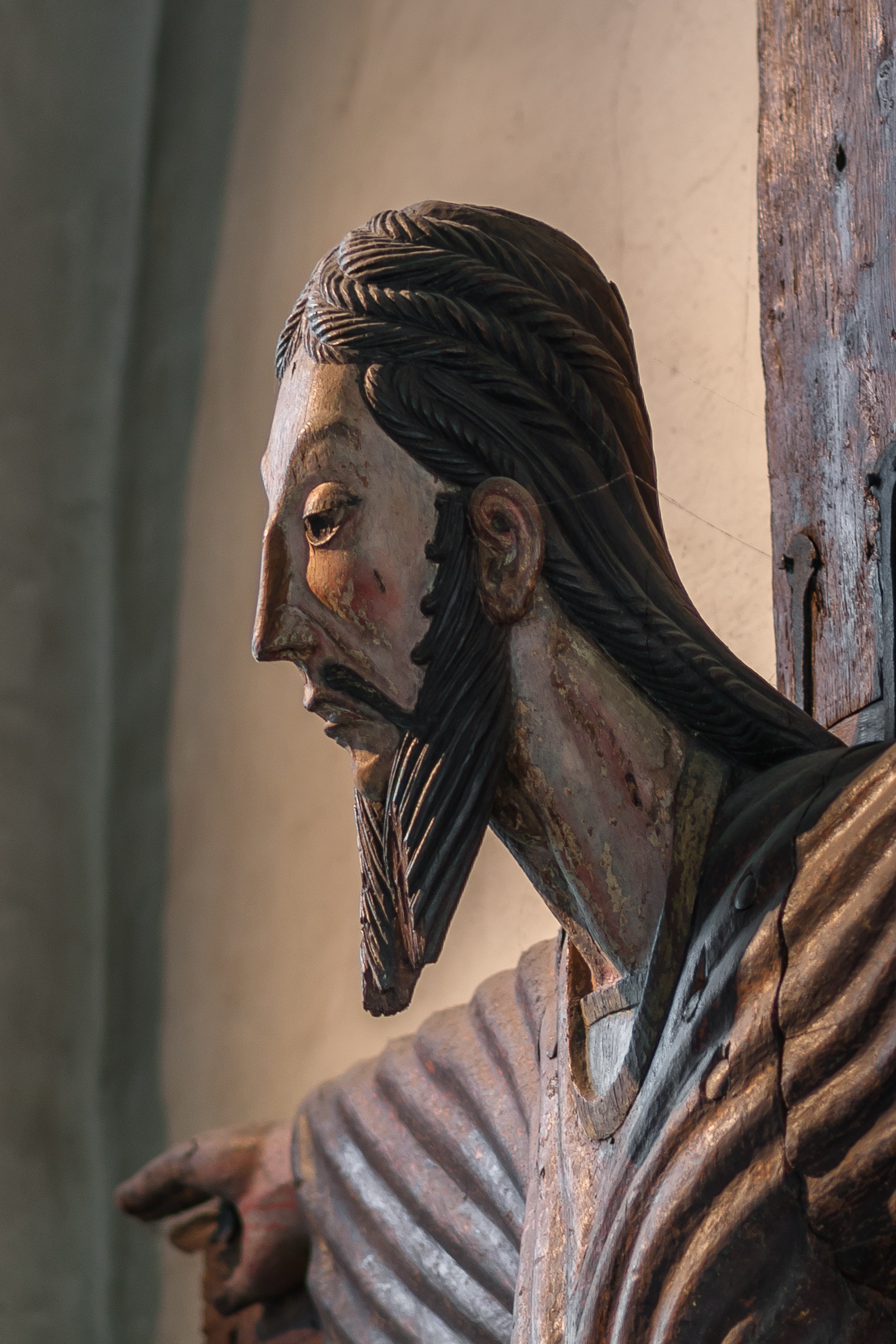
Seitenansicht des Kopfes

Das gegen Ende des 12. Jahrhunderts entstandene Imervard-Kreuz ist ein mit 2,71 m Höhe und 2,66 m Breite überlebensgroßes Kruzifix aus Eichenholz. Es zeigt den gekreuzigten Christus nach Art eines Viernagelkreuzes. Er ist als Sieger und König, nicht leidend und sterbend dargestellt. Der Körper ist hoch aufgerichtet, mit waagerecht abstehenden Armen. Lange Nägel bilden die Verbindung zwischen dem Kreuz und dem Gekreuzigten, sodass er mehr vor dem Kreuz schwebt als daran hängt. Hände und Füße sind überproportional groß. Der Oberkörper ist frontal zum Betrachter gewandt, der Kopf leicht nach links unten geneigt. Gekleidet ist er mit einem langen Ärmelgewand, der tunica manicata. Um die Hüfte ist ein langer Gürtel angebracht, dessen Enden symmetrisch herabhängen. Er ist leicht nach rechts verschoben und befindet sich nicht direkt auf der Mittelachse des Korpus. Hier befindet sich auch die Signatur des Bildschnitzers: Imervard me fecit. Diese war ursprünglich von einem Goldbeschlag verdeckt.
Das Gewand mit den Falten wirkt auf den ersten Blick achsensymmetrisch. Bei genauer Betrachtung fällt auf, dass sich auf dem linken Arm elf Falten befinden, auf dem rechten dagegen nur zehn. Die Falten, die sich vom Torso bis zum Rumpf erstrecken, sind unter dem Gürtel hindurchgeführt und nur teilweise korrekt weitergeführt (nicht alle Falten wurden fortgeführt). Der vorragende Kopf ist, ebenso wie die Hände und Füße, überstreckt dargestellt. Der Hals wirkt schmal und zerbrechlich. Die Augen sind, wie beim Volto-Santo-Typus, weit geöffnet und braun, die Pupillen sind nicht mehr vorhanden. Die Augenlider hängen schwer über den weit geöffneten Augen herab und werden von hoch liegenden, gewaltsam emporgezogenen Augenbrauen umschlossen. Nasenfalten, Schnurrbart und Mundwinkel sind spitz gezogen und verlaufen beinahe parallel.
Die Oberlippe ist vorgeschoben und befindet sich vor Unterlippe und Kinn. Das flach anliegende Haar fällt streng nach hinten zum Nacken und ist in der Mitte gescheitelt. Der Backenbart lässt das Kinn frei und liegt flügelförmig unter dem Kinn übereinander. Ebenso wie die übrige Statue wirken die Umrisse des Kopfes kantig und streng. Die Stärke der Skulptur beträgt teilweise nur 3 cm. Der gesamte Körper ist sehr flach gehalten und aus mehreren Teilen geschnitzt worden. Deutlich wird dies besonders an der Schnittstelle zwischen Armen und Torso.

### Farbige Fassung
Bei Restaurierungsarbeiten konnte festgestellt werden, dass in der Urfassung nur der Gürtel mit Goldschmiedearbeiten gefasst war. Das Gewand war in seiner Urform purpurn, im Halsausschnitt ist ein grünes Untergewand sichtbar. Die Borten der Ärmeltunica zeigen noch leichte Goldspuren.

### Reliquienbehältnis
Von vorn nicht sichtbar befindet sich im Hinterkopf des Gekreuzigten ein Reliquiendepositorium – eine Aushöhlung, die den gesamten Rücken mit umfasst und durch einen Schiebedeckel verschließbar ist. Die gesamte Skulptur diente also als Großreliquiar. Die ursprünglich in ihm enthaltenen 30 Reliquien wurden 1881 entnommen und in das Reliquiengefäß einer Säule des Marienaltars gelegt, wo sie noch heute sind.

### Entstehungsdatum
Über die Entstehungszeit ist sich die Forschung nicht einig, da Quellen fehlen. Fest steht, dass das Imervard-Kreuz nach dem Großkreuz von Lucca (in der Toskana) entstanden sein muss, da es in Form und Ikonographie direkte Bezüge zwischen beiden gibt. Die Bekleidung des Gekreuzigten mit einer Ärmeltunika sowie die altertümliche Starrheit des Gewandes lassen eine Entstehung um das Jahr 1000 möglich erscheinen. Auf Grundlage von stilgeschichtlichen Vergleichen wird die Entstehungszeit jedoch eher in die Mitte des 12. Jahrhunderts gelegt. Eine Datierung auf die Zeit nach 1174 gilt als fraglich, auch wenn dies aufgrund des Vorhandenseins einer Thomas-Becket-Reliquie vermutet werden könnte. Die hohe Anzahl von Reliquien, die im Körper des Kruzifixes gefunden wurden, könnte auf eine Entstehungszeit während der Herrschaft Heinrichs des Löwen verweisen, der eine Vielzahl von Reliquien von seinen Reisen mitbrachte. Eine spätere Datierung wäre möglich, lässt sich aber nicht belegen.

### Heutiger Zustand
Wie die meisten erhaltenen Skulpturen aus romanischer Zeit hat auch das Imervard-Kreuz die letzten 850 Jahre nicht ohne Spuren überstanden. Die farbige Gestaltung ist nicht mehr in ihrer Ursprungsform vorhanden und wurde im Lauf der Zeit mehrfach geändert. Heute präsentiert sich das Kreuz in einer braunen Fassung, das Untergewand hat noch seine originale grüne Färbung. Zehen und Finger sind teils abgebrochen, ebenso Bart- und Haarsträhnen. Es wird vermutet, dass das Kreuz früher breiter war. Zudem ist anzunehmen, dass sich ursprünglich ein goldenes Diadem auf dem Haupt befand, da sich im Scheitel ein Nagelloch befindet.

### Volto-Santo-Einfluss

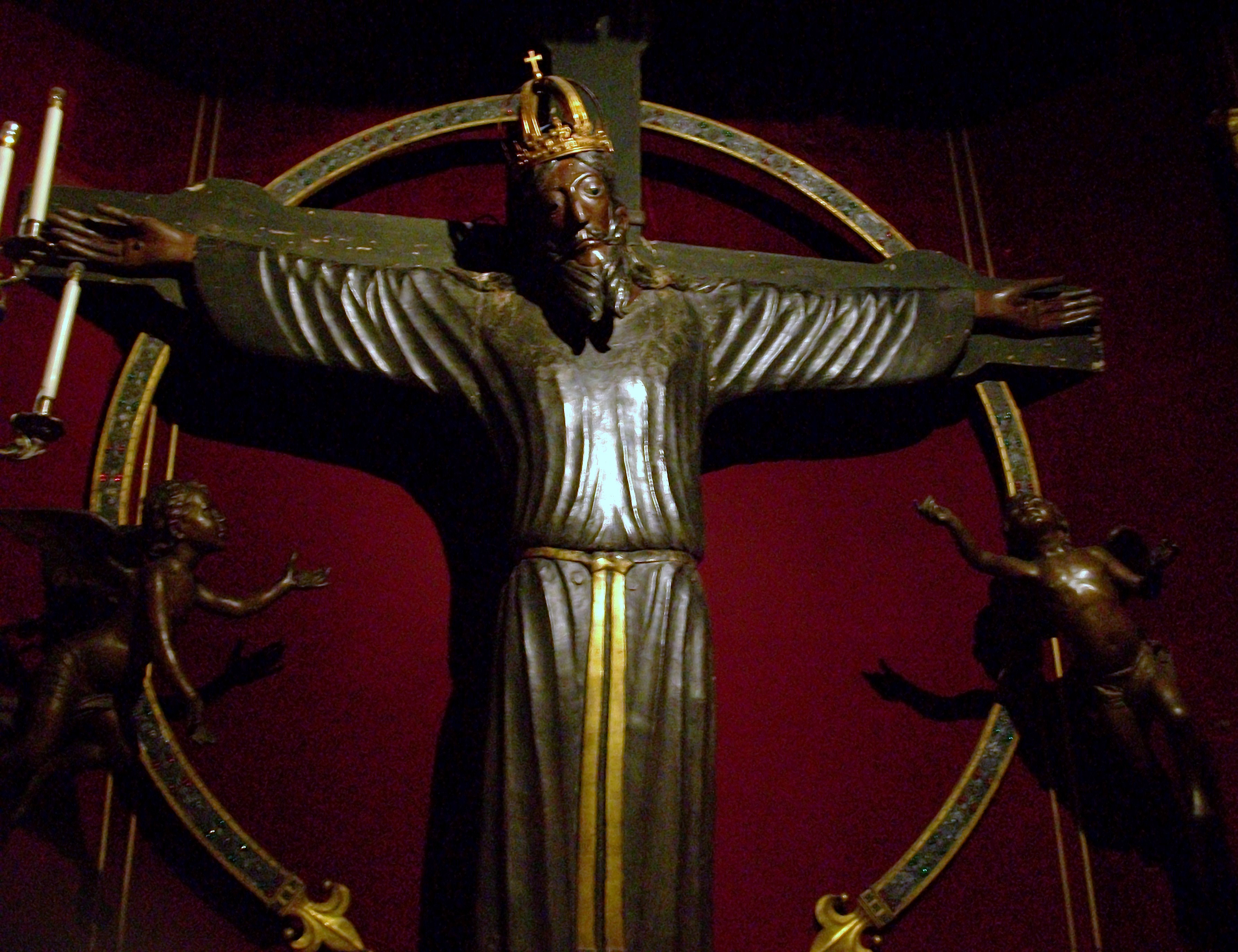
Volto Santo von Lucca, die künstlerische Vorlage für das Imervard-Kreuz

In der heutigen Kunstgeschichtsforschung wird davon ausgegangen, dass sich das Imervard-Kreuz direkt auf den Volto-Santo-Typus („Heiliges Antlitz“) bezieht. Es gehört daher zu einer Gruppe von Großkreuzen, die vor allem in Italien, Spanien, Frankreich und England entstanden und sich alle auf die Urform des legendenumwobenen Kreuzes in der Kathedrale San Martino im italienischen Lucca beziehen. Vergleicht man die Werke miteinander, fällt die gleichartige Grundkonzeption auf: „Der Menschensohn (Offb. Joh. 1,13) wird in seiner Doppelnatur als am Kreuz gestorbener Mensch und in Ewigkeit regierender Gott mit weit ausgebreiteten Armen in wallendem Prachtgewand mit goldenem Gürtel vor dem Kreuz dargestellt“. Die Veränderung, die Meister Imervard vorgenommen hat, sind charakteristisch für den Stilwillen der Romanik: Herstellung einer reinen Symmetrie durch Ausrichtung auf die Mittelachse, Streckung und Schärfung aller Formen.
Aus dem Gewicht des Kreuzes und dem Fehlen von Halterungen und Griffen lässt sich schließen, dass es sich wohl nicht um ein Prozessionskreuz handelte.

## Meister Imervard

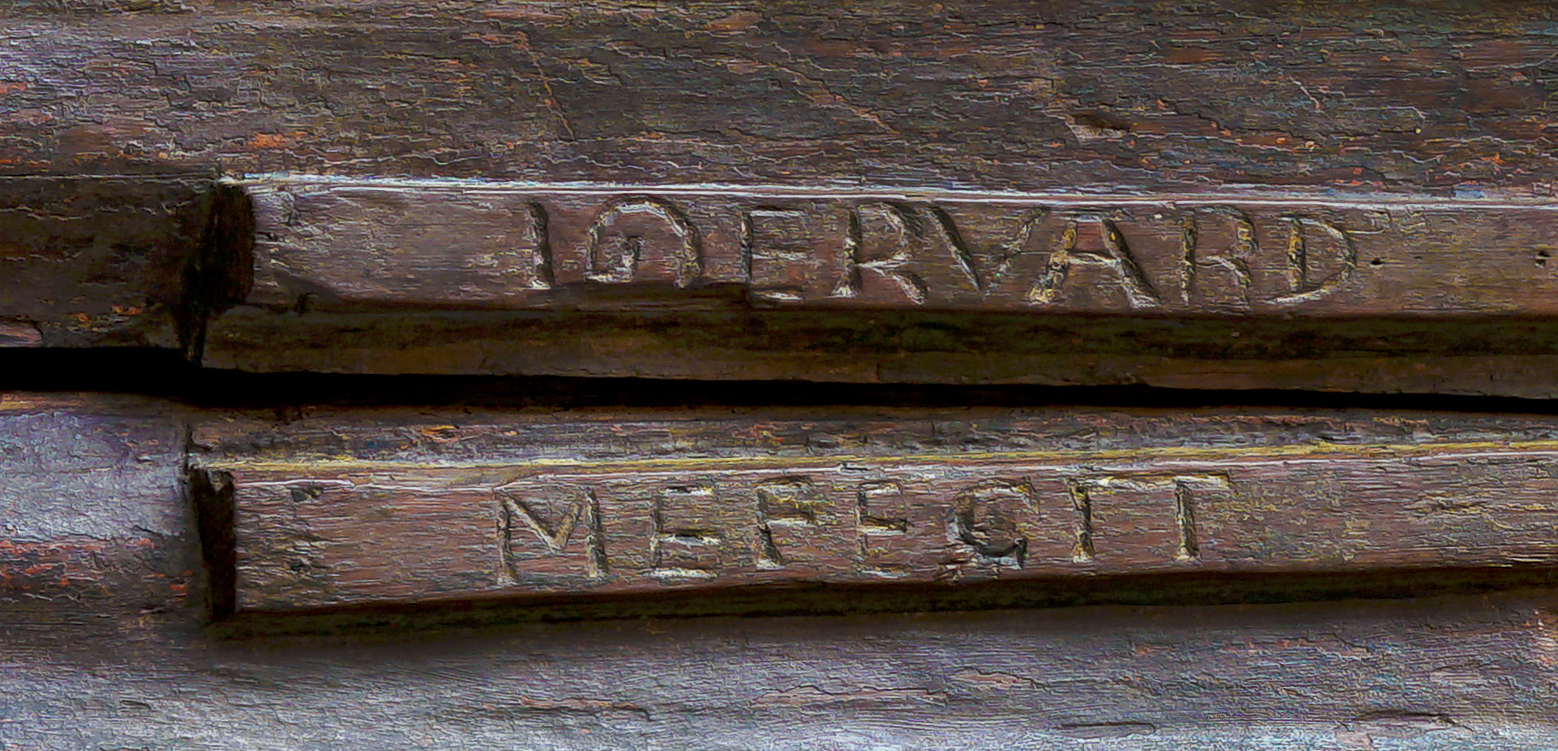
ImERVARD ME FECIT

Der unbekannte Meister Imervard, der das nach ihm benannte Kreuz wahrscheinlich um 1150 geschaffen hat, hat sein Werk auf den Enden des Gürtels Christi mit der Inschrift IMERVARD ME FECIT („Imervard hat mich geschaffen“) gekennzeichnet. Diese Kennzeichnung war dem Betrachter ursprünglich durch eine Abdeckung des Gürtels aus Goldblech verborgen.
Es existiert bis heute kein weiterer Hinweis auf Namen und Wirkungskreis dieses Meisters der romanischen bildenden Kunst. Sein Name, der nordeuropäischen Ursprungs sein dürfte, also möglicherweise niederdeutsch, angelsächsisch oder skandinavisch, ist ansonsten nirgendwo in der Kunstgeschichte belegt.
Aufgrund der gleichartigen Formensprache wäre es möglich, dass Meister Imervard auch den berühmten Braunschweiger Löwen schuf.

## Aufstellungsort
Aus alten Unterlagen geht hervor, dass sich das Kreuz noch Mitte des 17. Jahrhunderts in der Krypta des Domes befand. Ein Jahrhundert später, nämlich 1861, wurde es im Turmgewölbe „aufgefunden“ und anschließend in der Apsis des nördlichen Querarms aufgehängt.
Heute befindet es sich an dem Ort, an dem es 1956 aufgehängt wurde – der Ostwand des äußeren Nordseitenschiffes.

## Sonstiges
Die Evangelisch-lutherische Landeskirche in Braunschweig verwendet das Imervard-Kreuz in ihrem Logo.